# Skoroszów (Basse-Silésie)
Pour les articles homonymes, voir Skoroszów.
Skoroszów est une localité polonaise de la gmina et du powiat de Trzebnica en voïvodie de Basse-Silésie.